# Плавогрли гуан
Плавогрли гуан (лат. Pipile cumanensis) је врста птице из рода Pipile, породице Cracidae која живи у Јужној Америци, те је у појави поприлично слична ћуркама.

## Изглед
Дуга је просјечно око 69 сантиметара, укључујући рамена и реп, обоје дуго. Глава и врат су несразмерно танки и малени, а реп је несразмерно велики. Већина перја је црно са зеленкастим сјајом - плавкасто-зеленкастим код подврсте cumanensis, а маслинастог код grayi. Има велики бели прамен на свакоме крилу, беле тачке на перју крила и прса, те бели простор око ока и потиљак. Кљун је нежно и кобалтно плаве боје.

## Понашање
Ова птица се углавном појављује у паровима за време сезоне парења и у већим групама од углавном 12 јединки, током осталог времена. Ако се не лови, прилично ју је лако видети. Мало је познато о размножавању. У Колумбији је уочена за време парења у фебруару и полагања јаја у мају. Гнездо се налазило у густој вегетацији и било је саграђено од танких гранчица. У њему су се налазила три жућкасто-бела јаја.